# استفانو پلیزاری
استفانو پلیزاری (انگلیسی: Stefano Pellizzari؛ زادهٔ ۳ ژانویهٔ ۱۹۹۷) بازیکن فوتبال اهل ایتالیا است.
از باشگاه‌هایی که در آن بازی کرده‌است می‌توان به باشگاه فوتبال یوونتوس اشاره کرد.